# Ruta 63 (Uruguay)
La ruta N.º 63 es una de las carreteras nacionales de Uruguay.

## Características

### Trazado
Esta carretera tiene su trazado completamente dentro del departamento de Canelones, y lo recorre en la zona norte del mismo en dirección oeste-este. Tiene su extremo oeste en la ciudad de Santa Lucía, mientras que su extremo este se encuentra en la ciudad de San Ramón, y tiene una longitud de 50 kilómetros.
En su recorrido atraviesa zonas rurales principalmente dedicadas a las actividades agrícolas lecheras, agrícolas ganaderas y frutivitícolas. Además une las zonas de Paso Pache, Paso de la Cadena, y Rincón de Conde.

#### kilometraje
- Tramo oeste: se numera desde la ciudad de Santa Lucía hacia el este hasta el arroyo Tala. Desde el kilómetro 0 al km 28.
- Tramo este: se numera desde la ciudad de San Ramón hacia el oeste hasta el arroyo Tala. Desde el kilómetro 0 al km 22.

### Categorización
Para el tramo comprendido entre Santa Lucía y la ruta 64, corresponde a ruta nacional terciaria, mientras que entre la ruta 64 y la ciudad de San Ramón es ruta nacional secundaria.

### Designación
Desde 2017 y por ley 19516, el tramo de ruta 63 comprendido entre la ciudad de San Ramón y la ruta 5, pasó a llamarse Juan Pedro Tapié Piñeyro, en honor al reconocido comerciante, oriundo de la ciudad de San Ramón, quién donó varios edificios para centros de enseñanza pública de la zona.